# Luigi Coeli
Luigi Coeli (Gallarate, 21 luglio 1927 – Jesi, 2 febbraio 2019) è stato un calciatore italiano di ruolo difensore.

## Carriera
Inizia la carriera nel Legnano, in Serie B.
Nel 1948 viene ceduto al Vicenza, dove continua a giocare fino al 1951, sempre in Serie B, per un totale di 48 presenze senza reti nella serie cadetta.
Nella stagione 1951-1952 ha militato nel Piombino, con cui ha ottenuto un 6º posto in seconda serie, con 17 presenze senza reti all'attivo.
L'anno successivo è tornato al Vicenza, giocando un'ulteriore partita in Serie B.
Tornato in Toscana, dopo una stagione di nuovo al Piombino (con 28 presenze senza reti) milita nel Prato fino al 1957, vincendo anche un campionato di Serie C.
In carriera ha giocato in totale 65 partite in Serie B.

## Palmarès

### Club

#### Competizioni nazionali
- Serie C: 1

Prato: 1956-1957